# Hirokazu Yasuhara
Hirokazu Yasuhara ( 安原 広和 ,Yasuhara Hirokazu, 12 de octubre de 1965)  (también llamado como Carol Yas) es un diseñador de videojuegos japonés. Es conocido por diseñar la jugabilidad y las etapas de los iniciales de Sonic the Hedgehog y otros videojuegos para la Sega Genesis en la década de 1990, con base en demostraciones técnicas y motores programados por Yuji Naka. Yasuhara permaneció en Sega hasta finales de la década de 1990.   Luego se unió a Naughty Dog, trabajando en las series de videojuegos de Jak and Daxter y Uncharted: Drake's Fortune, colaborando nuevamente con el ex-empleado de Sega Mark Cerny. Fue director senior de diseño en Namco Bandai Games  America. En abril de 2012, Yasuhara se unió a Nintendo, donde aceptó un puesto en la división de Nintendo Software Technology. Desde entonces ha trabajado para Unity Technologies.

## Historial de producción
- Altered Beast  (1988) – Planificador de juegos
- Fatal Labyrinth  (1990) – Planificador de juegos
- Pyramid Magic  (1991) – Agradecimientos especiales
- Pyramid Magic Special  (1991) - Agradecimientos especiales
- Sonic the Hedgehog  (1991): diseñador principal de juegos, planificador de juegos
- Sonic the Hedgehog 2  (1992): diseñador principal de juegos, planificador de juegos
- Sonic Spinball  (1993) –  Agradecimientos especiales
- Sonic the Hedgehog 3  (1994) – Director, diseñador principal del juego
- Sonic & Knuckles  (1994) – Director, diseñador principal de juegos
- Sonic 3 & Knuckles  (1994) –  Director, diseñador principal de juegos
- Sonic 3D Blast  (1996) –  Diseño de campo de juego, agradecimiento especial
- Sonic R  (1997) – Director de diseño de mapas
- Sega Smash Pack 2  (2000) – Agradecimientos especiales
- Floigan Bros.  (2001) - Diseñador de juegos
- Like II  (2003) - Diseñador de juegos
- Jak 3  (2004) - Diseñador de juegos
- Jak X: Combat Racing  (2005) - Diseñador de juegos
- Uncharted: Drake's Fortune  (2007) - Diseñador de juegos
- Afro Samurai  (2009) – Agradecimientos especiales
- Mario y Donkey Kong: Minis on the Move  (2013) – Diseñador de juegos
- Super Smash Bros. para Nintendo 3DS y Wii U  (2014) – Agradecimiento especial
- Mario vs. Donkey Kong: Tipping Stars  (2015) – Agradecimientos especiales
- Mini Mario & Friends: Amiibo Challenge  (2016) – Agradecimientos especiales
- Sonic Mania  (2017) – Agradecimientos especiales
- Sonic Forces  (2017) – Agradecimientos especiales
- Team Sonic Racing  (2019) – Agradecimientos especiales
- Sonic Frontiers  (2022) – Agradecimientos especiales